# Rentiesville, Oklahoma
Rentiesville, Oklahoma (енгл. Rentiesville) град је у америчкој савезној држави Оклахома.

## Демографија
По попису из 2010. године број становника је 128, што је 26 (25,5%) становника више него 2000. године.
| Група             | 2000.      | 2010.      |
| Белци             | 28 (27,5%) | 40 (31,3%) |
| Афроамериканци    | 66 (64,7%) | 64 (50,0%) |
| Азијати           | 0 (0,0%)   | 0 (0,0%)   |
| Хиспаноамериканци | 0 (0,0%)   | 4 (3,1%)   |
| Укупно            | 102        | 128        |